# کستلنووو
کستلنووو (به ایتالیایی: Castelnuovo) یک منطقهٔ مسکونی در ایتالیا است که در آسیزی واقع شده‌است. کستلنووو ۷۵۴ نفر جمعیت دارد و ۱۹۵ متر بالاتر از سطح دریا واقع شده‌است.